# Eddy Pettybourne

a Compétitions nationales et continentales officielles uniquement.

b Matchs officiels uniquement.
Eddy Pettybourne, né le 13 février 1988 à Christchurch (Nouvelle-Zélande), est un joueur néo-zélandais d'origine samoane de rugby à XIII au poste de pilier, deuxième ligne ou troisième ligne.
Il dispute près de cent rencontres de National Rugby League avec les Rabbitohs de South Sydney entre 2007-2012. Il rejoint en 2013 les Wests Tigers puis rallie l'Angleterre pour disputer la Super League où il prend part à une finale avec les Warriors de Wigan en 2014. De retour en NRL pour trois ans sous les couleurs de Titans de Gold Coast, il effectue une nouvelle expérience à l'étranger en revêtant les couleurs de Toulouse en Championship puis de Villeneuve-sur-Lot en Championnat de France où il prend également la fonction d'entraîneur.
En sélection, il grandit en Australie et représente l'Australie au niveau scolaire mais choisit à sa majorité de représenter son pays de naissance la Nouvelle-Zélande en prenant part au Tournoi des Quatre Nations 2009 bien qu'il n'y dispute aucune rencontre. En 2013, il dispute une rencontre avec les Samoa puis prend part à deux éditions de Coupe du monde  avec la  sélection des États-Unis en 2013 (quart-de-finale) et 2017.
Le 5 mars 2021, à la suite de la mise à l'écart de l'entraîneur de Villeneuve-sur-Lot Fabien Devecchi, il assure l'intérim en étant entraîneur-joueur.

## Palmarès
- Collectif : 
  - Finaliste de la Super League : 2014 (Wigan).
  - Finaliste du Championnat de France : 2022 (Limoux).

## Détails

### En sélection

#### Coupe du monde
| Édition         | Rang            | Résultats États-Unis | Résultats Pettybourne | Matchs Pettybourne |
| --------------- | --------------- | -------------------- | --------------------- | ------------------ |
| Angleterre 2013 | Quart-de-finale | 2 v, 0 n, 2 d        | 2 v, 0 n, 2 d         | 4/4                |
| Australie 2017  | Phase de poule  | 0 v, 0 n, 3 d        | 0 v, 0 n, 3 d         | 3/3                |

Légende : v = victoire ; n = match nul ; d = défaite.

#### Détails en sélection
| Matchs internationaux d'Eddy Pettybourne | Matchs internationaux d'Eddy Pettybourne | Matchs internationaux d'Eddy Pettybourne | Matchs internationaux d'Eddy Pettybourne | Matchs internationaux d'Eddy Pettybourne | Matchs internationaux d'Eddy Pettybourne | Matchs internationaux d'Eddy Pettybourne | Matchs internationaux d'Eddy Pettybourne | Matchs internationaux d'Eddy Pettybourne | Matchs internationaux d'Eddy Pettybourne | Matchs internationaux d'Eddy Pettybourne | Matchs internationaux d'Eddy Pettybourne |
|                                          | Date                                     | Adversaire                               | Résultat                                 | Compétition                              | Poste                                    | Points                                   | Essais                                   | Pen.                                     | Drops                                    |                                          |                                          |
| ---------------------------------------- | ---------------------------------------- | ---------------------------------------- | ---------------------------------------- | ---------------------------------------- | ---------------------------------------- | ---------------------------------------- | ---------------------------------------- | ---------------------------------------- | ---------------------------------------- | ---------------------------------------- | ---------------------------------------- |
| sous les couleurs des Samoa              |                                          |                                          |                                          |                                          |                                          |                                          |                                          |                                          |                                          |                                          |                                          |
| 1.                                       | 20 avril 2013                            | Tonga                                    | 4-36                                     | Test-match                               | Deuxième ligne                           | -                                        | -                                        | -                                        | -                                        |                                          |                                          |
| sous les couleurs des États-Unis         |                                          |                                          |                                          |                                          |                                          |                                          |                                          |                                          |                                          |                                          |                                          |
| 1.                                       | 30 octobre 2013                          | Îles Cook                                | 32-20                                    | Coupe du monde                           | Pilier                                   | -                                        | -                                        | -                                        | -                                        |                                          |                                          |
| 2.                                       | 3 novembre 2013                          | pays de Galles                           | 24-16                                    | Coupe du monde                           | Pilier                                   | -                                        | -                                        | -                                        | -                                        |                                          |                                          |
| 3.                                       | 7 novembre 2013                          | Écosse                                   | 8-22                                     | Coupe du monde                           | Pilier                                   | -                                        | -                                        | -                                        | -                                        |                                          |                                          |
| 4.                                       | 16 novembre 2013                         | Australie                                | 0-62                                     | Coupe du monde                           | Pilier                                   | -                                        | -                                        | -                                        | -                                        |                                          |                                          |
| 5.                                       | 28 octobre 2017                          | Îles Cook                                | 12-58                                    | Coupe du monde                           | Pilier                                   | -                                        | -                                        | -                                        | -                                        |                                          |                                          |
| 6.                                       | 5 novembre 2017                          | Italie                                   | 0-46                                     | Coupe du monde                           | Pilier                                   | -                                        | -                                        | -                                        | -                                        |                                          |                                          |
| 7.                                       | 12 novembre 2017                         | Papouas.-Nlle-Guinée                     | 0-64                                     | Coupe du monde                           | Pilier                                   | -                                        | -                                        | -                                        | -                                        |                                          |                                          |
| 8.                                       | 16 novembre 2019                         | Îles Cook                                | 16-38                                    | Eliminatoires                            | Troisième ligne                          | -                                        | -                                        | -                                        | -                                        |                                          |                                          |